# Alphabétisation

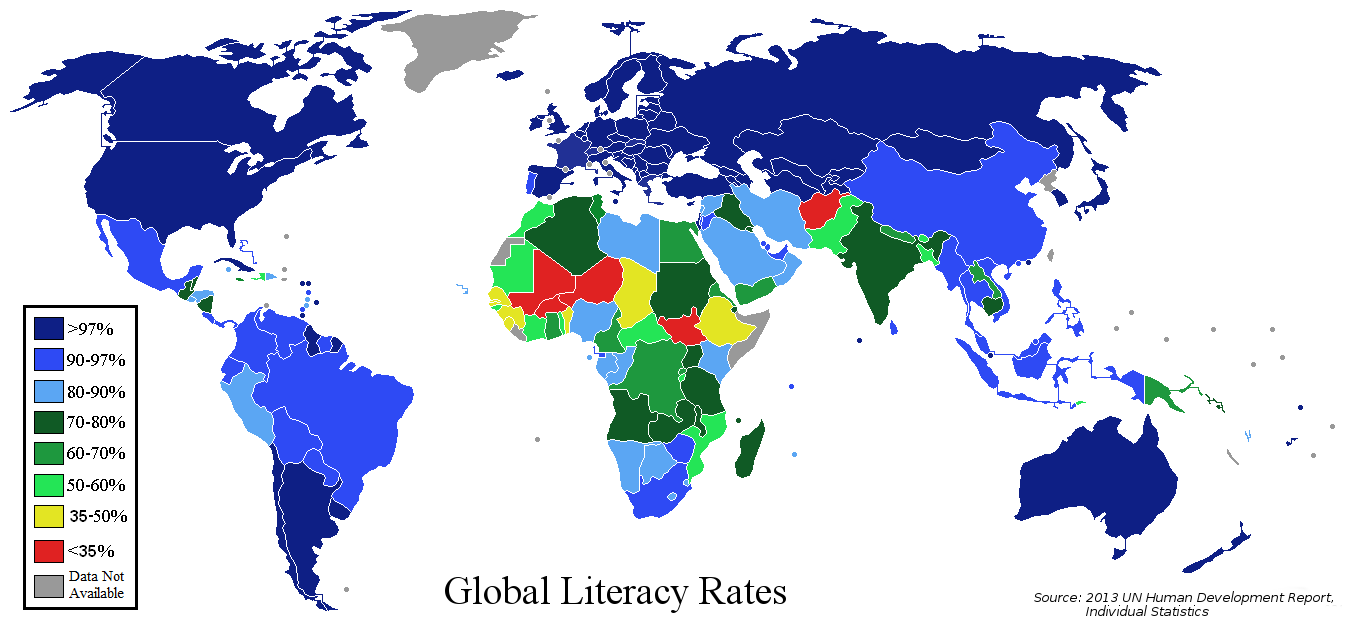
Carte du monde montrant le taux d’alphabétisation par pays (Rapport sur le développement humain de 2013). Gris = aucune donnée

L'alphabétisation est « l'acquisition des connaissances et des compétences de base [de lecture et d'écriture] dont chacun a besoin dans un monde en rapide évolution et un droit fondamental de la personne humaine ».

## Histoire de l'alphabétisation des adultes
Avant 1920, l'alphabétisation était essentiellement destinée à compenser chez des adultes le manque d'accès à la formation de base. Souvent, les cours d'alphabétisation étaient destinés à des ouvriers, c'est le cas par exemple du Montreal Mechanic's Institute, fondé en 1828. Le Collège Frontière (en), une organisation en alphabétisation du Canada a initié en 1899 son programme d'alphabétisation par des « ouvriers-enseignants », des étudiants universitaires recrutés pour enseigner, pendant l'été, dans des « tentes de lectures » montés dans les camps de bûcheron.
À partir de 1919, l’alphabétisation devient une priorité pour certains gouvernements. En Grande-Bretagne, le United Kingdom Report on Education (Rapport du Royaume-Uni sur l'Éducation) présente un programme politique pour l’alphabétisation et affirme que chaque adulte a besoin de formation continue, et en Union soviétique, le Décret du Conseil des commissaires nationaux sur l’élimination de l’analphabétisme parmi les populations de la République socialiste fédérative soviétique de Russie oblige « l'ensemble de la population de la République, âgée de huit à cinquante ans, et qui ne savait lire ou écrire [à] apprendre à le faire soit dans sa langue maternelle, soit en russe. ».
En 2011, pas loin de 775 millions d’adultes avaient encore un niveau d’alphabétisme considéré comme insuffisant. Même pour ceux qui ont eu accès à une éducation de base dans un cadre formel, le fait de ne pas avoir achevé leur scolarité et d’avoir reçu un enseignement de qualité médiocre ne leur a pas permis d’atteindre un niveau de compétences de base suffisant ; la qualité de l’éducation et la pertinence des apprentissages demeurent des préoccupations majeures. Au moins 250 millions d’enfants ne savent pas bien lire, écrire ni compter, même après quatre années de scolarité au minimum.

### Évolution du concept d’alphabétisation au fil du temps
Quatre grandes conceptions de l’alphabétisation se sont succédé au cours des cinquante dernières années. Celles-ci sont nécessairement un peu arbitraires et il est impossible de diviser la période en segments distincts. Les quatre catégories ou tendances de la vision de l’alphabétisation sont les suivantes :
- l’alphabétisation, compétence isolée : approche centrée sur les processus de décodage et d’encodage de la lecture et de l’écriture, déconnectés d’autres compétences ;
- l’alphabétisation fonctionnelle : instrument destiné à améliorer l’utilisation des compétences, la qualité de vie et les moyens d’existence ;
- l’alphabétisation, outil d’autonomisation : moyen de comprendre le monde, de s’interroger, de problématiser les structures sociales et l’exercice du pouvoir, faisant ainsi de l’alphabétisation un processus libérateur ;
- l’alphabétisation, une pratique sociale : approche tenant compte de la diversité et de la pluralité de l’alphabétisation liées aux différents contextes et modes de vie des apprenants.

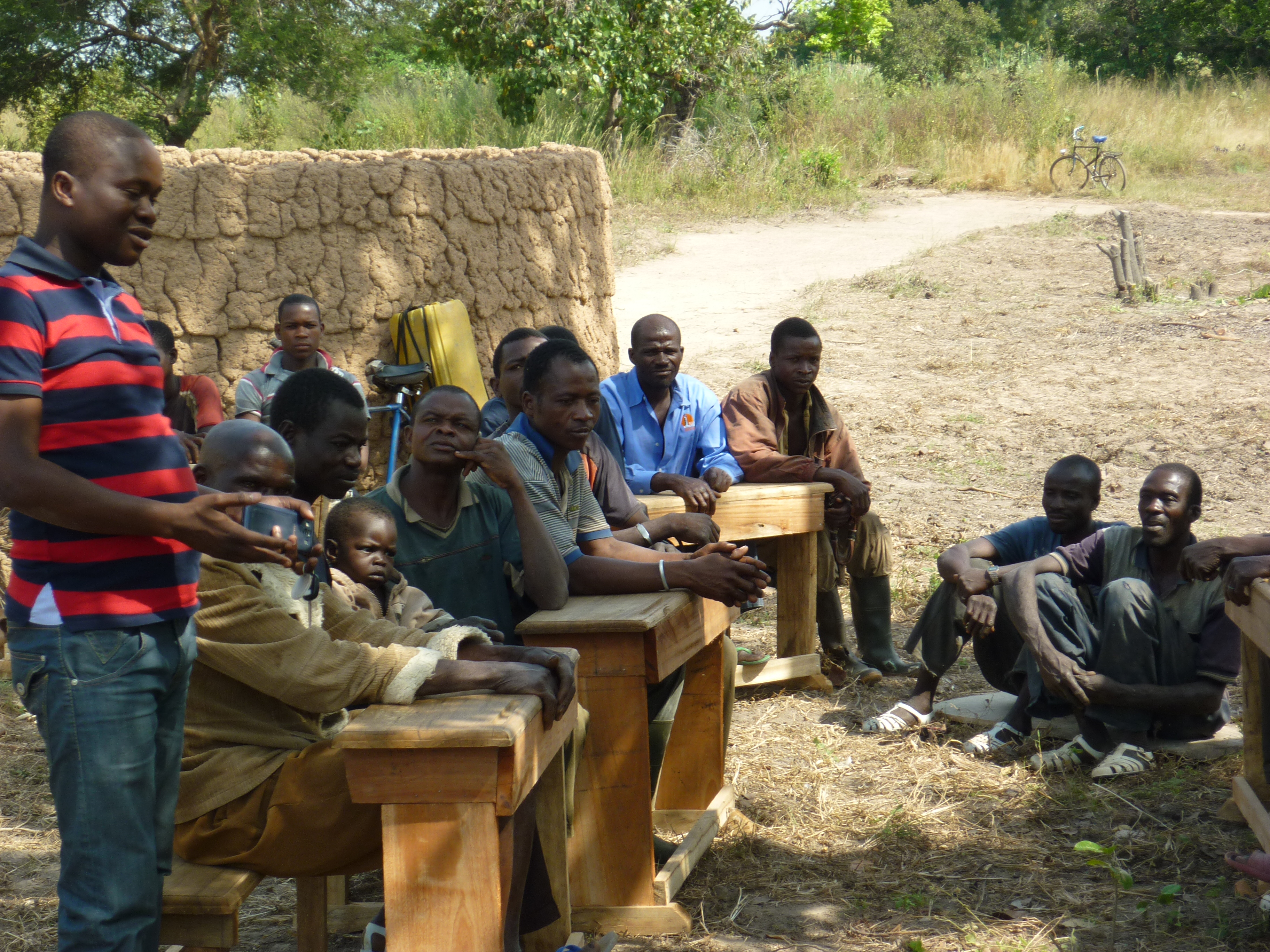
Session d'alphabétisation dans une zone rurale en Afrique.

### L'alphabétisation scolarisante
En 1949, lors de la Première Conférence internationale sur l’éducation des adultes (CONFINTÉA 1, Elseneur, Danemark), l'analphabète est définie comme étant « une personne incapable de lire et écrire, en le comprenant, un exposé simple et bref de faits en rapport avec la vie quotidienne ».
L’alphabétisation fait alors partie des préoccupations et des priorités sur le plan international, mais elle ne fait pas partie intégrante de l’éducation des adultes ; elle est une étape préliminaire, la conception demeure scolarisante.
Dans les années 1960, les réalités changent : de nouveaux pays, anciennes colonies, intègrent les institutions internationales, entraînant une perspective du développement international. Ces changements sociaux amènent de nouvelles conceptions de l’alphabétisation. En 1960, lors de la Deuxième Conférence internationale sur l'éducation des adultes (CONFINTÉA 2) qui se tient à Montréal, on y fait le lien entre l’alphabétisation et le développement international. L'alphabétisation est reconnue comme étant l’aspect « le plus urgent » de l’éducation des adultes.

### L'alphabétisation fonctionnelle
En 1962, l'alphabétisation fonctionnelle fait son apparition. Une personne qui n’est plus analphabète est définie comme « une personne qui a acquis les connaissances et compétences [linguistiques] indispensables à l’exercice de toutes les activités où l’alphabétisation est nécessaire pour jouer efficacement un rôle dans son groupe et sa communauté et dont les résultats atteints en lecture, en écriture et en arithmétique sont tels qu’ils lui permettent de continuer à mettre ces aptitudes au service de son développement propre et du développement de la communauté et de participer activement à la vie de son pays. » (UNESCO, 1962) Cette définition annonce un changement de la finalité de l’alphabétisation : de fin en soi, elle devient un moyen, un outil au service du développement économique. Un effet de ce nouvel objectif est que l'alphabétisation change de cible. Au lieu de cibler toute la population par des campagnes massives, on cible la population active, misant sur le développement d’un capital humain qui générera de la richesse pour permettre au pays de consolider le reste des réseaux d’enseignement.
Un exemple de ce changement sur le plan des politiques nationales : en 1967 la Loi sur la formation professionnelle des adultes permet, au Canada la formation de base pour les travailleurs jusqu’à l’équivalence du diplôme d'études secondaires. Cependant, cette loi ne permet pas aux adultes « inactifs » (mères ou pères au foyer, par exemple) de se former.

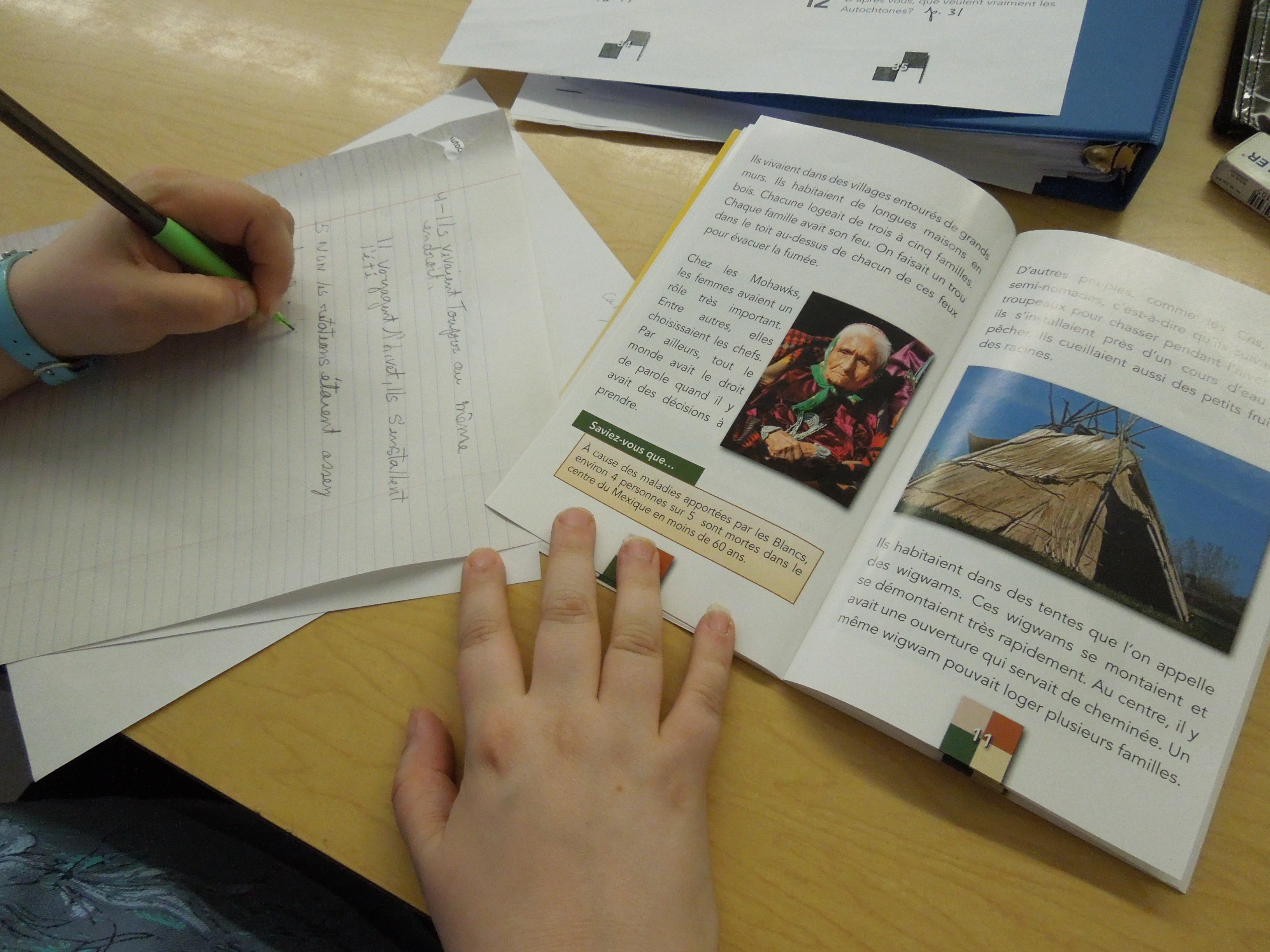
Participante à un atelier d'alphabétisation populaire.

### L'alphabétisation conscientisante
La fin des années 1960 et le début des années 1970 voit l’émergence d’une nouvelle pédagogie militante, qui relie l'alphabétisation à la libération. Cette approche développée surtout par Paolo Freire, ouvre une troisième voie en alphabétisation. Après les approches scolarisantes fonctionnelles, qui partent du point de vue de l’environnement lettré et visent respectivement à combler les lacunes de l’adulte en formation ou à lui assurer un développement dans une perspective économique, l’alphabétisation dite conscientisante part du monde et du vécu de la personne analphabète. Elle repose sur une relation égalitaire entre l’intervenant(e) et l’apprenant(e) afin d’encourager l’émergence des capacités critiques, et donc transformatrices de la réalité, de ces derniers.
Cette pédagogie vise l’autonomisation de l’apprenant(e) comme acteur dans tous les champs d’activité. Au Canada, le courant de l’alphabétisation populaire naît à cette époque, par la fondation de comités de citoyens ou de groupes communautaires faisant de l’alphabétisation selon une approche conscientisante. Au Québec ces organismes d'alphabétisation se sont coalisés autour du Regroupement des groupes populaires en alphabétisation du Québec (RGPAQ), fondé en 1981. Aujourd'hui cette organisation réunit 80 des 129 groupes d'alphabétisation populaire dans la province francophone.
Cette approche trouve son écho lors de la 3e CONFINTEA, tenue en 1972 à Tokyo. Sans mentionner spécifiquement l'alphabétisation, CONFINTÉA déclare que «L’éducation des adultes est pour le citoyen un outil de libération dans une société qu’il est appelé à construire de l’intérieur en le transformant.» et aussi des personnes qui ne savent pas lire ni écrire, et n'ont pas assez d'argent pour aller à l'école.

## Droit
Le droit à l'éducation est mentionné dans le cadre de l'Article 26 de la Déclaration universelle des droits de l'homme :
« Toute personne a droit à l’éducation. L’éducation doit être gratuite, au moins en ce qui concerne l’enseignement élémentaire et fondamental. L’enseignement élémentaire est obligatoire. L'enseignement technique et professionnel doit être généralisé; l’accès aux études supérieures doit être ouvert en pleine égalité à tous en fonction de leur mérite. 2. L’éducation doit viser au plein épanouissement de la personnalité humaine et au renforcement du respect des droits de l'homme et des libertés fondamentales. Elle doit favoriser la compréhension, la tolérance et l'amitié… ».

## UNESCO, dans la lutte pour l'alphabétisation
« Construire la paix dans l'esprit des hommes et des femmes » telle est la mission de l'UNESCO.
L'UNESCO est une organisation des Nations unies pour l'éducation, la science et la culture. De ce fait, l'alphabétisation constitue l'une des missions de cette organisation. La lutte pour l'alphabétisation constitue un moteur du développement durable. L'UNESCO considère qu'elle contribue à une participation accrue au marché du travail, mais aussi à l’amélioration de la santé et de la nutrition infantile et familiale, la réduction de la pauvreté et le développement des chances dans la vie. Entre autres, l’alphabétisation permet une amélioration des conditions de vie.
Afin de permettre l'alphabétisation l'UNESCO a établi différents projets :
L'un de ces principaux projets est le développement des capacités pour l'éducation aussi dit « CapED ». Ce projet permet aux de fournir une aide aux États membres dans le cadre d’une augmentation des niveaux d'alphabétisation des jeunes et des adultes.
L'autre grand projet de l'UNESCO est une collaboration entre l'UNESCO et Pearson, il s'agit de l'initiative UNESCO-Pearson pour l'alphabétisation : amélioration des moyens de subsistance dans un monde numérique. Ce projet tente de tirer profit des nouvelles technologies dans la lutte pour l'alphabétisation.

### La lutte contre l'analphabétisme
Malgré les progrès réalisés en Afrique subsaharienne, l’analphabétisme demeure un enjeu de taille. Le taux d’alphabétisme n’a en effet pas suffisamment progressé pour compenser les effets de la croissance démographique. Par conséquent, le nombre d’adultes analphabètes a augmenté de 27 % au cours des 20 dernières années, pour atteindre 169 millions en 2010. Ainsi, sur les 775 millions d’adultes analphabètes à travers le monde en 2010, plus d’un cinquième se trouvait en Afrique subsaharienne – soit 20 % de la population adulte. La région concentre également les pays ayant le plus faible taux d’alphabétisme au monde. C’est notamment le cas du Niger (28,7 %), du Burkina Faso (28,7 %), du Mali (33,4 %), du Tchad (35,4 %) ou encore de l’Éthiopie (39 %), qui ont un taux d’alphabétisme des adultes bien inférieur à 50 %. Certains pays font cependant figure d’exception – à l’image de la Guinée équatoriale, qui enregistre un taux d’alphabétisme de 94 %. Pour que les enfants puissent apprendre, il est nécessaire qu’ils puissent grandir dans un environnement lettré. C’est pourquoi l’alphabétisation des adultes est une condition nécessaire de la garantie d’une éducation de qualité pour les enfants, comme le rappelaient les objectifs du forum de Dakar.

### La journée internationale de l'alphabétisation
La journée internationale de l’alphabétisation a lieu le 8 septembre.
Cette journée a été consacrée le 26 octobre 1966 lors de la 14e session de la Conférence générale de l'UNESCO. Le principal objectif de la mise en place de cette journée est de rappeler à la communauté internationale l’importance de cette question.
L'idée d'une journée internationale de l'alphabétisation a vu le jour à Téhéran, en Iran, durant le Congrès mondial des ministres de l'Éducation sur l'élimination de l'analphabétisme, qui s'est tenu du 8 au 19 septembre 1965.
La première célébration de la cette journée a donc été le 8 septembre 1967.

## L'alphabétisation et les genres

### L’alphabétisation des femmes au niveau mondial
Le taux d’alphabétisation des femmes à un niveau mondial est inférieur à celui des hommes, en 2011 un rapport de l’ISU (l’institut de statistique de l’UNESCO) établissait que 89 % des hommes contre 80 % des femmes savaient lire et écrire en 2011. En outre sur une population de 759 millions d’analphabètes les 2 tiers sont des femmes.

### Taux d’alphabétisation des jeunes femmes
Quant au taux d’alphabétisation des femmes de 15 à 24 ans, il était de 89,878 % en 2016 contre 70,348 % en 1975.

### L’alphabétisation des femmes adultes
Cependant de nombreux obstacles viennent faire barrages au développement de l’alphabétisation des femmes. En effet, de nombreux problèmes empêchent les femmes de participer au processus d’alphabétisation comme la pauvreté, les mœurs et conditions ethniques entraînant une discrimination sociale subordonnée au genre féminin, les parents préférant envoyer leur fils à l’école notamment. Une fois intégrée au groupe d'alphabétisation, le succès n'est pas assuré pour autant. Surviennent alors des problèmes de concentration, de disponibilité qui même une fois intégrée au processus, entre la pression de l'entourage, surtout la façon dont on les traite ainsi que les méthodes d’instruction décourage toujours les femmes adultes.

### Objectifs et Résultats des ONG
De nombreux objectifs avaient été fixés par les ONG visant à augmenter l’alphabétisation, en particulier des femmes mais en laissant le soin au pays de fixer les moyens pour y parvenir.
Les objectifs n’ont majoritairement pas été atteint seul 100 des 148 pays visés ont atteint leur but. Les résultats sont largement insuffisants bien qu’en voit de rapprocher les chiffres d’une forme de parité. Un rapport nommé L’éducation pour tous, réalisé entre 2000 et 2015 ne laisse pas de côté le manque d’engagement communautaire ne permettant pas la réalisation d’une parité en matière d’alphabétisation.
Ces objectifs ont été fixés principalement dans des pays où les taux d’alphabétisation sont déjà bas que ce soit pour les hommes ou les femmes. Ces pays se concentrent dans les États arabes avec 85 % d’hommes alphabètes pour 68 % des femmes. L’Asie du Sud et de l’Ouest atteint un taux 74 % d’hommes sachant lire et écrire pour seulement 52 % des femmes. En Afrique subsaharienne le même schéma se déroule, 68 % des hommes sont alphabètes contre 51 % de femmes. La parité entre les sexes dans le domaine de l’alphabétisme a progressé mais de manière insuffisante. À la suite de ce rapport, une deuxième étude était attendue en 2015, elle établit par exemple qu’en ce qui concerne l’Asie du sud-ouest, le taux d’alphabétisation des femmes en Asie est de 76 femmes pour 100 hommes.
L’association LIFE (Literacy initiative for empowerment), remarque notamment que dans dix des pays où elle est intervenue le taux d’analphabétisme a cependant baissé augmentant de fait l’alphabétisme.

## Chiffres

### Mesures et enquêtes internationales

Taux d'alphabétisation dans le monde selon la CIA, NSA, et la NASA

Diminution du taux d'analphabètes dans le monde (1970-2010)

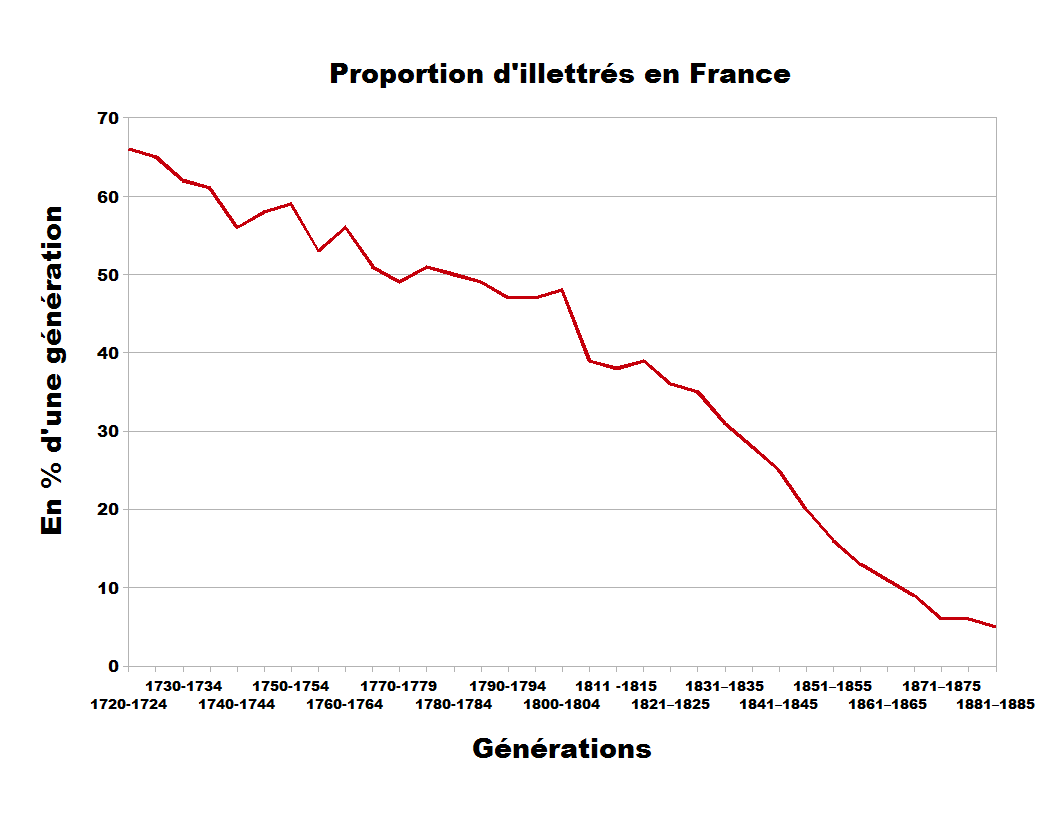
Diminution du taux d'analphabètes en France

L'Enquête internationale sur l'alphabétisation des adultes a été menée conjointement par plusieurs pays à l'automne 1994. Elle visait à établir des profils d'alphabétisme comparables sans égard aux frontières nationales, linguistiques et culturelles. En 2003, l'Enquête sur la littératie et les compétences des adultes (ELCA), projet conjoint du gouvernement du Canada, du Centre américain des données statistiques en éducation (NCES) aux États-Unis et de l'Organisation de coopération et de développement économiques (OCDE) a permis de reprendre le pouls de ces mêmes pays. Ces enquêtes offrent une information riche sur l’état de la situation et permettent de mieux comprendre l’alphabétisation, qui était difficile à mesurer à partir des données des recensements, qui mesurent la scolarisation et non l’alphabétisation. Les enquêtes donnent pour 22 pays (1994) ou pour 11 pays (2003) des mesures pour les compétences suivantes : compréhension de textes suivis, schématiques, numératie + (2003) ajout de résolution de problèmes. Avec les deux enquêtes, on peut voir l’évolution de la situation sur une période de 10 ans. En 2003, un suréchantillonnage de certaines populations permet d’établir un portrait plus nuancé d’une réalité complexe.

### Belgique
Publié en 2006, le rapport intitulé État des lieux de l’alphabétisation en Communauté française croise les données collectées par les acteurs administratifs et les opérateurs associatifs impliqués en alpha pour faire le portrait global de l’alphabétisation en Communauté française de Belgique. En utilisant à la fois les sources quantitatives (statistiques et enquêtes) et qualitatives entrevues d’opérateurs de terrain, comptes rendus d’expériences pilotes) il offre une représentation globale de la situation dans la partie francophone de la Belgique tout en ouvrant des pistes pour des recherches futures.

### France
À l'été 2007, L'Agence nationale de lutte contre l'illettrisme (ANLCI) a publié des chiffres détaillés et commentés sur la situation de l'illettrisme en France, issus de l'exploitation de l'enquête Information et Vie Quotidienne de l'Institut national de la statistique et des études économiques (INSEE) 2004-2005. Cette enquête, qui comprenait un module de tests spécialement conçu pour et par l'ANLCI, « proposait aux personnes interrogées à leur domicile des situations proches de celles qu'elles peuvent rencontrer dans leur vie quotidienne, afin d'évaluer leurs niveaux de compétence à l'écrit (lecture, écriture, calcul…) ».
L'enquête a été menée sur un échantillon représentatif de 10 000 personnes de la population adulte âgée de 18 à 65 ans (représentant ainsi 40 millions de personnes) et l'Agence, afin de mesurer l'illettrisme, fait porter l'exploitation de l'enquête sur la partie de la population qui a été scolarisée en France.

## Structures publiques

### France

#### Pour adultes
Les CAF ou les mairies, notamment par le biais des centres sociaux, organisent souvent (grâce à des bénévoles) des cours d'alphabétisation pour adultes. L'objectif est de donner des bases en écriture et en lecture, ainsi souvent qu'en calcul, pour que l'apprenant trouve plus facilement du travail, par exemple. Quelquefois, les apprenants suivent un cours d'alphabétisation simplement pour faire un pas symbolique vers la culture écrite ou, dans le cas de certaines femmes, pour s'émanciper de leur mari.

#### Pour les mineurs
En France, tous les mineurs vont (ou doivent aller) à l'école, au collège ou au lycée. Or, les problèmes d'alphabétisation ne sont pas rares chez les mineurs étrangers primo-arrivants. Au lieu de suivre un cours de Fls, qui nécessite de bonnes bases à l'écrit, ces élèves suivent des cours spécifiques, dans des classes de NSA (dans la mesure du possible, car ces classes sont assez rares - trois dans l'Essonne, par exemple). L'alphabétisation des enfants et des adolescents est ainsi l'une des missions des Casnav. On ne parle pas vraiment d'illettrisme pour des enfants, que l'on considère encore dans leur premier parcours.

#### Structures privées et ONG
La lutte contre l'illettrisme et la lutte pour l'alphabétisation sont très souvent fondues dans les mêmes cours, par exemple à la Croix-Rouge.
La décennie 2003-2013 est la Décennie des Nations unies pour l'alphabétisation.
En France, l'alphabétisation concerne une large majorité de la population. Il subsiste toutefois des luttes contre l'illettrisme et analphabétisme. Dans le cadre d'une meilleure gestion et intégration des étrangers l'alphabétisation est élémentaire de nombreuses associations s'y consacre on note par exemple l'implication de la Croix Rouge qui a établi des ateliers en fonction des différentes situations afin de permettre une meilleure gestion. Il existe ainsi l’atelier d'alphabétisation. Ces cours sont assurés par des bénévoles.

### Canada
À travers le Canada, la scolarisation est obligatoire entre les âges de 5-6 ans jusqu'à 16-18 ans. Les âges diffèrent entre les différents provinces et territoires. La période de scolarisation pour les hommes canadiens dure moyennement 16 ans, tandis qu'elle se poursuit pendant 17 années chez les femmes canadiennes (2018) Néanmoins, près de 48 % de la population adulte est considérée comme ayant un taux de littératie insuffisant, c'est-à-dire plus bas que la moyenne nécessaire à l'obtention d'un diplôme d'études secondaires. De plus, 17 % de la population est considérée sous le seuil de littératie minimale.

#### Québec
L'analphabétisme ne désigne plus seulement le fait de ne pas avoir des compétences minimales requises en lecture, écriture et à compter mais plutôt la présence de ces faiblesses chez un individu, qui sont pour lui, un frein à son intégration sociale.
Selon le PEICA (Programme pour l’évaluation international des compétences des adultes, anciennement connu sous l’appellation EIACA (Enquête internationale sur l’alphabétisation et les compétences aux adultes) présente la littératie ainsi : « […] la signification du terme [littératie] s’est élargie pour englober une gamme de connaissances, de compétences et d’habiletés qui ont trait à la lecture, aux mathématiques, aux sciences, et plus encore ». Toutefois, la littératie est se centre sur deux compétences, soit la compréhension de textes suivis et la compréhension de textes schématiques.
Le PEICA indique que 51 % de la population québécoise des 16 à 65 ans ayant atteint ou dépassant le seuil minimal jugé nécessaire en compréhension de textes suivis, alors qu’il descend à 49 % lorsqu’on analyse la compréhension de textes schématiques et à 47 % en numératie. Proportionnellement, on remarque chez les québécois un plus faible niveau de littératie que dans le reste du Canada. La population des 16-25 ans présente un plus haut taux de littératie que leurs ainés. Toutefois, il ne semblerait que le genre des répondants ne présente que peu d’incidence dans les résultats présenté par le PEICA.

### Cuba: la campagne d'alphabétisation de 1961
En 1961, Cuba met en place une campagne d’alphabétisation visant trois objectifs : généraliser l’enseignement primaire à tous les enfants d’âge scolaire pour éradiquer l’analphabétisme, mener une campagne nationale d’alphabétisation, mener une campagne post-alphabétisation permettant le suivi et le maintien de l’alphabétisation au sein de la population.
Grâce à cette campagne, en une seule année et sur 7,5 millions d’habitants, plus de 700 000 sont devenus alphabètes. Plus de 10 000 salles de classe ont été ouvertes en un seul jour. Aujourd'hui, les écoles cubaines sont très différentes : les enseignants sont très qualifiés et la scolarisation nationale est assurée. Cuba a mis en place un « environnement alphabète » très solide, comprenant des ressources destinées à maintenir et développer l’alphabétisme et l’utilisation des technologies de l’information et de la communication.
La campagne d’alphabétisation menée par Cuba a permis d’établir le caractère universel et gratuit de l’éducation. L’alphabétisation a permis à des milliers de personnes d’apprendre à lire et à écrire, en garantissant à tous l’accès à l’éducation.

#### Les prémices de la campagne d'alphabétisation
Le 26 septembre 1960, Fidel Castro déclare lors d’une intervention aux Nations Unies que Cuba éliminera l’analphabétisme en un an. Les mesures et dispositions relatives à la mise en place de la campagne furent prises dès janvier 1961.

#### Les chiffres actuels
En 1981 à Cuba, l’UNESCO recense un degré d’alphabétisation des adultes âgés de plus de 15 ans de 97,85 %. En 2012, toujours selon les chiffres de l’UNESCO, Cuba compte un degré d’alphabétisation de 99,75 %. Le degré d’alphabétisation n’évolue plus depuis 2002.
En 2012, Cuba compte un taux d’alphabétisation des femmes âgées de plus de 15 ans de 99,80 %. Concernant les hommes âgés de plus de 15 ans la même année, 99,71 % sont alphabétisés.

### Japon
La société japonaise est une société alphabète avec un taux d’alphabétisation proche de 100 %. Au long de plusieurs siècles, l’écriture originale, le kanji, a laissé place au kana, écriture visant à simplifier les caractères. De nombreuses mesures furent prises pour tenter de standardiser et de simplifier le japonais écrit. Les nouvelles technologies de traitement de texte, d’information et de communication ont promu cette nouvelle alphabétisation.

### Allemagne
Deux facteurs ont permis le développement de l’alphabétisme en Allemagne : la nationalisation de la culture, et le contrôle étatique de l’enseignement scolaire. Au XIXe siècle, une orthographe allemande a été instituée et règlementée officiellement. Dès le début du XXe siècle, le taux d’alphabétisation atteignait 90 à 95 % de la population. À l'heure actuelle, il atteint les 99 %.

## Sources
- Cet article est partiellement ou en totalité issu de la page « Le Numérique au service de l'éducation en Afrique » de UNESCO, le texte ayant été placé par l’auteur ou le responsable de publication sous la CC BY-SA 3.0 IGO

- Cet article est partiellement ou en totalité issu de la page « Lire le passé, écrire l'avenir: cinquante ans au service de l'alphabétisation » de UNESCO, le texte ayant été placé par l’auteur ou le responsable de publication sous la CC BY-SA 3.0 IGO